# Sanitarni čvor
Sanitarni čvor, ve-ce (od eng. W. C., WC, water-closet) ili zahod, prostor je namijenjen prvenstveno za mokrenje i pražnjenje crijeva.
Postoji nekoliko vrsta ve-cea. Mogu se nalaziti u obiteljskoj kući ili biti javni ve-cei podijeljeni prema spolu i/ili posebnim potrebama (ve-ce za invalide, ve-ce prilagođen za mališane). Postoje i uniseks ve-cei.
Javni zahodi su poznati još od davnina.